# Arthur Rudolph
Arthur Louis Hugo Rudolph (Stepfershausen, 9 novembre 1906 – Amburgo, 1º gennaio 1996) è stato un ingegnere meccanico e ricercatore nell'ambito della missilistica tedesco, prima per la Germania nazista (dal 1934 al 1945) poi per gli Stati Uniti.
Lavorò per l'esercito statunitense e per la NASA, dove contribuì allo sviluppo dei razzi "lunari" Saturn V con Wernher von Braun. Rudolph è stato portato negli Stati Uniti come componente dell'operazione paperclip, che consistette nel trasferire i migliori scienziati del Terzo Reich agli USA, dopo la fine della Seconda guerra mondiale. Rudolph ricevette una laurea ad honorem dal Rollins College (Florida) il 23 febbraio 1959.
Rudolph nacque a Stepfershausen, in Germania. Frequentò la scuola tecnica dell'Università di Berlino. Si sposò con Martha Therese Kohls (5 luglio 1905-?) il 3 ottobre 1935 a Berlino. Ebbero una figlia, Marianne nel 1939.
Durante la seconda guerra mondiale, Rudolph contribuì alla progettazione del missile tedesco V-2. Dal 1945 al 1958, Rudolph fu dipendente del Dipartimento della Difesa statunitense, dove lavorò al primo programma missilistico a Fort Bliss, Texas, poi a San Diego, California. Fu naturalizzato statunitense l'11 novembre 1954. Rudolph iniziò a lavorare per la NASA immediatamente dopo la sua creazione avvenuta nel 1958. Fu direttore del progetto per lo sviluppo del Saturn V.
Successivamente, fu però condannato dal Dipartimento di Giustizia degli Stati Uniti per il suo ruolo di persecutore di schiavi nelle fabbriche-lager di Peenemünde, dove venivano costruiti i V2. Rudolph rinunciò alla cittadinanza il 28 novembre 1983 e divenne nuovamente cittadino della Germania dell'Ovest. Lasciò definitivamente gli USA nel 1984 e ritornò in Germania, dove gli fu risparmiata la condanna per crimini di guerra.